# Ruoksujärvi
Ruoksujärvi är en sjö i Kiruna kommun i Lappland och ingår i Torneälvens huvudavrinningsområde. Sjön har en area på 1,51 kvadratkilometer och ligger 346 meter över havet. Ruoksujärvi ligger i Torne och Kalix älvsystem Natura 2000-område. Sjön avvattnas av vattendraget Idijoki (Jierijoki).

## Delavrinningsområde
Ruoksujärvi ingår i det delavrinningsområde (759150-175943) som SMHI kallar för Utloppet av Ruoksujärvi. Medelhöjden är 356 meter över havet och ytan är 7,71 kvadratkilometer. Räknas de 8 avrinningsområdena uppströms in blir den ackumulerade arean 193,02 kvadratkilometer. Idijoki (Jierijoki) som avvattnar avrinningsområdet har biflödesordning 3, vilket innebär att vattnet flödar genom totalt 3 vattendrag innan det når havet efter 455 kilometer. Avrinningsområdet består mestadels av skog (69 procent). Avrinningsområdet har 1,61 kvadratkilometer vattenytor vilket ger det en sjöprocent på 20,8 procent.